# Catedral de la Anunciación (Camerino)
La Catedral de la Anunciación o simplemente Catedral de Camerino (en italiano: Cattedrale di SS. Annunziata) es una catedral católica de estilo neoclásico y una basílica menor, dedicada a la anunciación, en Camerino, región de las Marcas, Italia. Desde 1987 ha sido la sede del Arzobispo de Camerino-San Severino Marche, habiendo sido la sede de los Arzobispos de Camerino desde 1787 y anteriormente la de los Obispos de Camerino.
La iglesia actual fue construida en 1802-1832 basada en diseños de Andrea Vici y Clemente Folchi. Fue erigida en el sitio de la anterior catedral medieval de estilo románico-gótico, destruida en el terremoto de 1799.
La sacristía todavía alberga obras supervivientes como un crucifijo pintado en el siglo XIII, un icono del siglo XV de la Madonna della Misericordia y otras pinturas. La iglesia albergó una vez un gran Políptico de Carlo Crivelli, que fue desmontado y vendido: el panel central ahora está en la Pinacoteca di Brera en Milán. Una de las capillas contenía frescos, ahora perdidos, de Andrea Sacchi.
La catedral fue declarada una basílica menor en 1970.

## Véase también

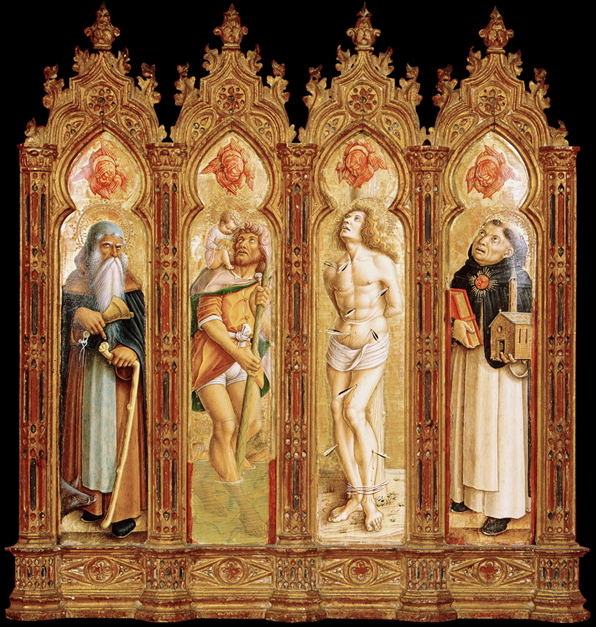
Pintura de la Catedral